# Augusta (Kansas)
Augusta ist eine Kleinstadt im US-Bundesstaat Kansas, genauer im Butler County, am Zusammenfluss der beiden Flüsse Walnut River und Whitewater River. Das U.S. Census Bureau hat bei der Volkszählung 2020 eine Einwohnerzahl von 9256 ermittelt. Die nächstgrößere Stadt ist Wichita mit ca. 350.000 Einwohnern, 40 km westlich von Augusta.
Die Stadt umfasst eine Fläche von 11,4 km², wovon 1,0 km² Wasserflächen sind. Augusta liegt auf durchschnittlich 390 m über dem Meeresspiegel.
Benannt wurde der Ort nach Augusta James, der Ehefrau von C. N. James, der an dieser Stelle einen Handelsposten errichtete.

## Demografie
Die bei der Volkszählung im Jahr 2000 ermittelten 8423 Einwohner von Augusta lebten in 3277 Haushalten; darunter waren 2307 Familien. Die Bevölkerungsdichte betrug 807 pro km². Im Ort wurden 3585 Wohneinheiten erfasst. Unter der Bevölkerung waren 96,1 % Weiße, 0,2 % Afroamerikaner, 0,8 % amerikanische Indianer, 0,4 % Asiaten und 0,7 % von anderen Ethnien; 1,9 % gaben die Zugehörigkeit zu mehreren Ethnien an.
Unter den 3277 Haushalten hatten 35,7 % Kinder unter 18 Jahren; 26,3 % waren Single-Haushalte. Die durchschnittliche Haushaltsgröße war 2,53, die durchschnittliche Familiengröße 3,06 Personen.
Die Bevölkerung verteilte sich auf 28,0 % unter 18 Jahren, 8,9 % von 18 bis 24 Jahren, 27,9 % von 25 bis 44 Jahren, 19,4 % von 45 bis 64 Jahren und 15,7 % von 65 Jahren oder älter. Der Median des Alters betrug 35 Jahre.
Der Median des Haushaltseinkommens betrug 41.818 $, der Median des Familieneinkommens 51.886 $. Das Prokopfeinkommen in Augusta betrug 19.094 $. Unter der Armutsgrenze lebten 4,1 % der Familien und 5,7 % der Bevölkerung.